# Тестване на изолиращите свойства на респиратори
Тестване на изолиращите свойства на респираторите се извършва за откриване на хлабини (луфтове, пролуки). Изолиращите свойства на респиратора се заключават в способността на маската на респиратора плътно (без пролуки) да приляга към лицето на ползвателя, за да отдели и предпази неговата дихателна система от околния замърсен въздух.

## История на проблема
При използване на респиратори, лицевата част на които плътно прилепва към лицето, и при които няма устройство, което принудително да подава чист или пречистен въздух под маската, налягането на въздуха под маската по време на вдишване ще бъде по-ниско от външното налягане. Тази разлика в налягането на въздуха кара замърсеният въздух да проникне под маската през пролуките (между маската и лицето). Проведените множество измервания на защитните свойства на респираторите – както в лабораторни, така и в производствени условия, показват, че при правилно избрани филтри именно това просмукване е основната причина за влошаване на защитата на работника, което определя границите на допустимото използване на този вид респиратори.
За пръв път този проблем в голям мащаб се среща при използването на химически оръжия по време на Първата световна война. Въпреки че войниците използват маски с ефективни филтри, някои от тях умират. За решаване на проблема в руската армия започва да се използва „опушване“ – кратковременно въздействие на отровни газове върху войниците, позволяващо да се провери доколко те правилно използват противогазите. Тази проверка също убеждавала войниците в ефективността на противогазите и стимулирала правилното им и навременно използване.
По-късно, по време на подготовката за Втората световна война, Съветският съюз провежда обучение на работници в газови или димни камери при въздействие на вредни газове и дим. По подобен начин се обучават пожарникарите в Германия между Първата и Втората световни войни. Проверката на промишлени противогази е описана в инструкциите за тяхната употреба през 1944 г.
В книгата „Просто за непростото в ползването на средства за защита на дихателните органи“ на Владимир Тарасов е описан тест с помощта на разреден хлорпикрин, но авторът пише, че това рядко се използва. Статията „Наставление по ползване на индивидуални средства за защита“ на А. Чугаев описва проверката на военни газови маски в палатка (16 m²) с помощта на хлорпикрин. Специален дразнещ дим се използва от американската армия за обучение на войници.
За да се предотврати увреждане на здравето на работниците поради проникването на нефилтриран въздух през пролуките между маската и лицето, в САЩ, Канада, Австралия, Великобритания и други развити страни законодателство задължава работодателя не просто да даде на работника респиратор, но и да му даде възможност да изберете най-подходящата маска (по форма и размери). След това се изисква по закон работодателят да провери чрез специално устройство дали много въздух се просмуква през пролуките. Проучванията показват, че ако работникът е провел такъв тест, то маската съответства на лицето и той знае как да го носи правилно. Това увеличава надеждността на защита. В развитите страни законът задължава работодателя винаги да извършва проверки преди нов служител да започне работа в замърсена атмосфера, както и периодично да се повтаря тестът. По-долу са описани съвременните методи за тестване на респиратори в индустрията и в здравните заведения.

## Методи за откриване на пропуски между маската и лицето

### Качествени методи за проверка изолиращите свойства на респираторите (QLFT)
Качествените методи за проверка на изолиращите свойства на респираторите се използват за откриване на проникване на нефилтриран въздух през хлабините, като се следи как сетивата на сътрудника реагират на специалното (контролно) вещество, използвано за проверката. Тази реакция е субективна и зависи от чувствителността на отделния сътрудник. Ето защо, когато се провежда това изпитване, първо се прави опит да се определи прагът на чувствителност на сътрудника под въздействието на контролното вещество (и той дали реагира на него въобще), и едва след това се проверява респираторът. За да се определи прага на чувствителност, се използва същото контролно вещество, но разредено.
Подробно описание на прилагането на методи за качествена проверка може да се видят в стандарта на САЩ, разработен от Управлението по охрана на труда в САЩ OSHA (Приложение А). Спазването на този стандарт е задължителен за всички работодатели в САЩ.
В САЩ и други индустриални държави за качествена проверка на респираторите се използват няколко методи, включително:
- Изоамилацетат. Това вещество, когато навлезе в дихателната система, се възприема като мирис на банани. Този метод позволява да се проверяват еластомерни респиратори (полумаски и цели лицеви маски – при инсталиране на резервни филтри „органични пари“), но не може да се проверяват лицеви филтриращи маски (полумаски за еднократна употреба).
- Захарин (Sodium saccharin). За проверка на изолиращите свойства се използва аерозол от воден разтвор на захарин (Sodium saccharin). Когато то попадне на езика, се възприема като сладък вкус. При проверката служителят трябва да диша през устата си, като езикът му е леко изплезен. Този метод позволява да се тестват респиратори с полумаски (лицеви филтриращи маски за еднократна употреба и еластомерни), както и цели лицеви маски, ако те се използват при замърсяване на въздуха, надвишаващо максимално допустимата концентрация (гранични стойности) по-малко от 10 пъти. За създаване на аерозол се използва ръчен спрей – бутилка с гумена „круша“.
- Bitrex. Като контролно вещество се използва аерозол от воден разтвор на Bitrex (Denatonium Benzoate). При контакт с езика веществото предизвиква остър, неприятен вкус. Този метод е идентичен със „захариновия“.

- Дразнещ дим. За проверката се използва аерозол, който причинява дразнене на лигавиците – дискомфорт, кашлица, кихане и др. В книга[13] се препоръчва този метод да не се използва: проучвания показват, че ефектите на аерозола върху сътрудника може значително да надвишават пределно допустимата концентрация (ПДК), например при висока влажност на въздуха.

Може да се посочат и други (качествени) методи за проверка на изолиращи свойства:
- Аерозол от едродиспересен въглищен прах. При сертифициране на респиратори в Съединените щати през 1930-те години се е използвал въглищен прах. Този прах не е токсичен и едрите му частици се отлагат в горните дихателни пътища, преди да достигнат белите дробове, а по-късно бързо се отстраняват от тялото. За успешна сертификация се изисквало след сваляне на респиратора по лицето на сътрудника да не се забелязват видими следи от просмукан запрашен въздух.
- За проверка на свойствата на изолационен дихателен апарат от 1959 г. в САЩ са използвали формалдехид.

### Количествени методи за проверка на изолиращите свойства на респираторите (QNFT)
Количествените методи за проверка на изолиращите свойства на респираторите използват специално оборудване, което открива дали се просмуква въздух през пролуките, и колко е той. Смята се, че тези методи са по-точни и надеждни от качествените. Подробно описание на количествените методи за проверка са посочени в приложение А към стандарта на САЩ за избор и организация на използването на респиратори.

#### Методи, използващи аерозол
При използване на аерозолни начини за проверка на изолиращите свойства едновременно се измерва концентрацията на аерозол както под маската, така и от външната страна на маската. Аерозолът може да бъде или изкуствено създаден, или естествен (атмосферен). Като показател за изолиращите свойства на респиратора се използва коефициентът на изолация (на английски: fit factor), който е равен на отношението на външната концентрация към тази под маската. За да може да се използва респираторът в замърсена атмосфера, коефициентът на изолация трябва да бъде достатъчно голям. В САЩ се използва коефициент на безопасност (преосигуряване) 10. За респиратори – лицеви филтриращи маски (полумаски за еднократна употреба), и еластомерни респиратори (полумаски), коефициентът на изолация трябва да бъде 100 или повече, и това позволява тези респиратори да бъдат използвани при замърсяване на въздуха до 10 пъти над граничната стойност (ПДК).
Различают проверку с использованием искусственного аэрозоля в специальной проверочной аэрозольной камере (аэрозоли: хлорид натрия, парафиновое масло, диоктилфталат и др.), и использование естественного атмосферного аэрозоля, концентрация которого измеряется специальным прибором (например – TSI PortaCount).
Тестовете се извършват или с изкуствен аерозол в специална проверочна аерозолна камера (аерозоли: натриев хлорид, парафиново масло, диоктилфталат и др.), или с естествен атмосферен аерозол, концентрацията на който се измерва чрез специален уред (например „TSI PortaCount“).

#### Проверка с поддържане на постоянен вакуум
Този метод на тестване се появява по-късно от аерозолни методи, и е опит да се елиминират техните недостатъци. Точността на измерване при аерозолните методи не винаги е достатъчно висока. По време на вдишване, просмуканият нефилтриран въздух се движи към устата или носа, без да се смесва с филтрирания. Ако сондата попадне в струйката от замърсен въздух, измерената концентрация ще е над реалната. Част от аерозола се депозира в белите дробове, и неговата измерена концентрация при издишане е различна от реалната.
Методът за поддържане на постоянен вакуум (на английски: control negative pressure CNP) използва самия въздух за измерване на течовете през пролуките под маската. За да се направи измерването, сътрудникът задържа (за около 10 секунди) дъха си. На респиратора се поставят специални дюзи вместо филтри. Когато служителят задържа дъха си въздухът преминава през инхалационни клапани. Помпа засмуква малко въздух от маската, така че там възниква малък вакуум. Въздухът започва да прониква през маската по единствения начин – през пролуките – и отрицателното налягане под маската започва да намалява. Сензорът отчита намаляването на вакуума и включва помпата, така че вакуумът да е постоянен. Вакуумът под маската не се променя за около 7 секунди, а количеството на евакуираната въздушна маса е точно равно на количеството въздух, просмукало се през пролуките под маската. Този метод се характеризира с висока точност и относително ниска цена на устройството, но не позволява да се проверяват лицеви филтриращи маски (полумаски за еднократна употреба).

## Предимства и недостатъци на методите
Основното предимство на качествените методи е изключително ниската цена на оборудването. Основен недостатък – умерената точност, както и тяхната непригодност за проверка респиратори – цели лицеви маски, които се използват при замърсяване на въздуха над 10 пъти над граничната стойност (ПДК) (поради липса на чувствителност). За да се избере подходяща маска, е необходимо да се проверяват различни маски, което води до загуба на време и разходи. В САЩ през 2001 г. най-вече се използват такива (качествени) методи – захарин и дразнещ дим. Но през 2004 г. NIOSH препоръчва да се спре използването на дразнещ дим.
Сред количествените методи за проверка сравнително най-евтино, точно и бързо е CNP (уред FitTester 3000, Quantifit). Но той не дава възможност да се проверяват лицеви филтриращи маски (полумаски за еднократна употреба).
В момента, проверка на изолиращите свойства на респираторите с изкуствен аерозол почти никога не се използва. Причината е, че се изисква тромава и неудобна камера, за да се създаде изкуствената атмосфера, и генератор на аерозол. Това е скъпо и неудобно. Чрез използването на атмосферния аерозол (уред PortaCount), могат да се проверят всички респиратори. Но цената на устройството и продължителността на проверка е по-висока, отколкото при използване на метода на CNP. Поради това, методът CNP, се използва в индустрията около 3 пъти по-често.

## Извършване на проверки на респиратори
От 1980 г. в Съединените щати законодателството изисква, щото работодателят задължително да извършва проверка на изолиращите свойства на респиратора. Изпитването трябва да се извършва: преди назначаването на този пост, който изисква използването на предпазни средства за дишане; и след това – периодично, на всеки 12 месеца; и допълнително – появата на каквито и да било обстоятелства, които могат да повлияят на изолиращите свойства (промени във формата на лицето поради травма, загуба на зъби и т.н.). По-късно, това изискване започва да се проявява и в други страни. Изследванията показват, че големите стари фирми отговарят на това изискване. Но в малки предприятия, в които броят на работниците не надвишава 10 души, през 2001 г. около половината от работодателите не са извършили проверка за спазване на законовите изисквания. Основните причините за тези нарушения могат да бъдат: високи разходи за оборудване (за количествена проверка), липса на точни качествени методи за изпитване на респиратори, и липсата на специалисти по охрана на труда (професионална хигиена) в малките предприятия.
| Средства за проверка                 | Видове респиратори                                         | Видове респиратори | Видове респиратори                                                                                         | Оборудване              |
| ------------------------------------ | ---------------------------------------------------------- | --- | --- | ----------------------- |
| Средства за проверка                 | Лицеви филтриращи маски (полумаски за еднократна употреба) | Еластомерни респиратори – полумаски и цели лицеви маски, използвани при концентрации на замърсителите до 10 пъти над граничната стойност | Еластомерни цели лицеви маски, използвани в концентрации на замърсителите до 50 пъти над гранична стойност | Оборудване              |
| Качествени методи за проверка        |                                                            | | |                         |
| Изоамилацетат                        | –                                                          | + | – |                         |
| Захарин                              | +                                                          | + | – | 3М FT-10 и други        |
| BITREX                               | +                                                          | + | – | 3М FT-30 и други        |
| Дразнещ дим (*)                      | –                                                          | + | – |                         |
| Количествени методи за проверка      |                                                            | | |                         |
| Поддържане на постоянен вакуум (CNP) | -                                                          | + | + | Quantifit, FitTest 3000 |
| Методи с използване на аерозол       | +                                                          | + | + | PortaCount и други      |

+ – можете да използвате; - – не можете да използвате; (*) – препоръчва се да се спре напълно използването.
Използването на маски, които не прилягат добре на лицата на работниците, може да стане причина за развитието на редица нелечими и необратими професионални заболявания (силикоза, пневмокониоза).